# Sparanise
Sparanise – miejscowość i gmina we Włoszech, w regionie Kampania, w prowincji Caserta.
Według danych na rok 2004 gminę zamieszkiwało 7429 osób, 412,7 os./km².